# Maarten Heijmans
 (octobre 2018).
Maarten Heijmans, né Maarten Henri Lajos Heijmans le 24 décembre 1983 à Amsterdam, est un acteur et chanteur néerlandais.

## Filmographie

### Téléfilms
- 2006 : Het Woeden der Gehele Wereld (nl) de Guido Pieters[2]
- 2007 : SpangaS : Antoine
- 2008 : S1NGLE (nl) : Sep, le Déporter
- 2009 : TiTa Tovenaar (nl) : Kwark
- 2012 : Nick de Fow Pyng Hu[3]
- 2014 : Ramses de Michiel van Erp : Ramses Shaffy[4]
- 2015 : The Most Beautiful Thing in the world de Danyael Sugawara
- 2016 : Brasserie Valentine (nl) de Sanne Vogel[5]
- 2016 : Mister Twister at the Pitch (nl) de Aniëlle Webster : Meneer Frits[6]
- 2017 : Weg van Jou : Stijn
- 2018 : Klem : Wout Borgesius

### Cinéma
- 2006 : Het woeden der gehele wereld (nl) : Alex Goudveyl
- 2012 : Hemel de Sacha Polak : Teun[7]
- 2015 : Brasserie Valentine (nl) : Lesley
- 2016 : Mees Kees langs de lijn (nl) : Meneer Frits
- 2017 : Storm: Letters van Vuur (nl) de Dennis Bots : Alwin[8]
- 2017 : Weg van jou : Stijn
- Depuis 2017 : Klem (nl) de Frank Ketelaar : Wout Borgesius[9]

## Discographie
Albums studio
- 2016 : Ramses, de Muziek uit de Dramaserie (sorti le 1er novembre 2013)
- 2017 : De Zevende Hemel (Officiële Soundtrack) (sorti le 14 novembre 2016)[10]